# Todd (rzeka)
Todd (ang. Todd River) − rzeka okresowa w Australii, w południowej części Terytorium Północnego. Ma 272 km długości. Wypływa w Górach MacDonnella, na terenie gospodarstwa Bond Springs. Płynie w kierunku południowo-wschodnim, przepływa przez miasto Alice Springs oraz przełęcz Heavitree Gap. Następnie kieruje się na wschód obok gospodarstwa Todd River, po czym ponownie płynie na południowy wschód przez zachodnią część Pustyni Simpsona, gdzie uchodzi do rzeki Hale, która z kolei uchodzi do jeziora Eyre. Dopływami rzeki są potoki Trafina Creek i Giles Creek. Obfite opady deszczu w dorzeczu na północ od Alice Springs powodują, że rzeka zaczyna płynąć przez miasto po upływie około od 6 do 8 godzin. Rzeka może przejść od suchego koryta do przepływu od brzegu do brzegu w ciągu zaledwie 15 minut. Rzeka została nazwana w 1870 roku na cześć Charlesa Todda, inżyniera odpowiedzialnego za budowę linii telegraficznej Overland Telegraph. Rdzenni mieszkańcy okolic rzeki, Arandowie, nazywają ją Lhere Mparntwe. Suche koryto rzeki jest miejscem odbycia corocznych zawodów Henley-on-Todd Regatta, podczas których łodzie są noszone przez biegaczy.